# 571

## Събития
- Превземане на Капуа от лангобардите.

## Родени
- 20 април 571 г. – Мохамед

## Починали
- Гримоалд I, херцог на Беневенто, крал на лангобардите и Италия, (* май 600)